# 徐詠梅
徐詠梅，中華民國外交官、政府官員。畢業於國立政治大學外交學系學士、碩士，曾任駐西雅圖臺北經濟文化辦事處秘書、外交部新聞文化司秘書回部辦事、北美事務協調委員會／駐瑞士臺北文化經濟代表團日內瓦辦事處組長、外交部國際組織司副司長、駐美國臺北經濟文化代表處組長、駐多倫多臺北經濟文化辦事處總領事銜處長、外交部國際傳播司長兼任中央廣播電臺第9屆董事等職務。

## 家庭
徐詠梅的丈夫是現任駐希臘代表、前外交部領事事務局局長、駐聖文森國大使何震寰，育有兩女。

## 職業生涯
2014年10月，對於亚太经济合作组织（APEC）領導人非正式會議將在北京舉行，国务院台湾事务办公室日前表示，歡迎臺灣依照APEC有關諒解備忘錄的規定與慣例參加，外交部國際組織司副司長徐詠梅表示，總統指派代表出席APEC，是為了顧及APEC整體運作的和諧，還有與當年主辦會員體的互動。「我方沒有任何諒解備忘錄，我們是完整會員，權利及義務和其他會員相同，我方從未放棄爭取國家元首參加APEC經濟領袖會議的權利，希望有一天總統能夠出席。」
駐多倫多辦事處長徐詠梅多次以投書當地媒體的形式，對於臺灣參與世界衛生大會、習近平的「一國兩制臺灣方案」與蔡英文的「四個必須、三道防護網」等議題發表看法。